# Sv DWSH '18
sv DWSH '18 (Sportvereniging De Willy's St. Hubert 2018) is een Nederlandse amateurvoetbalvereniging uit de Noord-Brabantse gemeente Land van Cuijk. 
De vereniging is op 30 juni 2018 ontstaan door de fusie van SC St. Hubert uit Sint Hubert en met De Willy's uit Wilbertoord.